# Mk 4原子彈

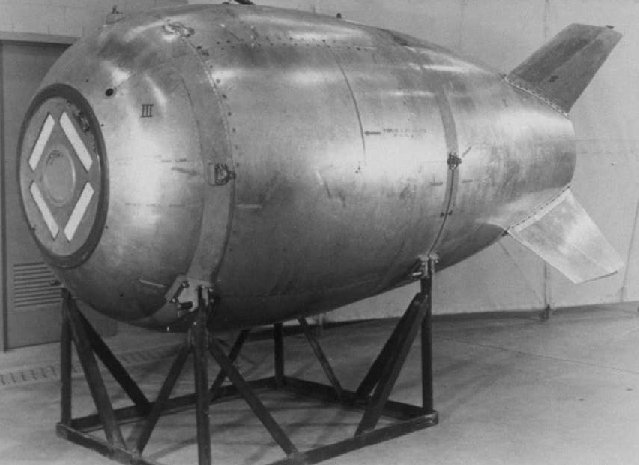
一枚Mk 4核弹的外壳

Mk 4是美国基于MK Ⅲ Mod 0的基础上进行改进设计后的一种内爆法原子弹，也是世界上第一種量產型的核武器。

## 设计
Mk Ⅲ是战时的权宜之计，采用手工打造与设计，只是为了战争的紧急需求。Mk 4虽然采用了MK-Ⅲ的基本设计，包括材料、尺寸与核心组件，但是重新进行了整体设计，从而更安全、更便于生产。Mk 4采用了“飞行中插入（IFI）”的概念，一个关键组件放置在核弹外，直到投放前才由人工或机械插入其中。这是一种基本的核武器安全概念。

## 大小
Mk 4直径为60英寸，长度为128英寸，各种型号重量在10800~10900磅左右。

## 燃料
Mk 4根据不同型号分别使用浓缩铀或钚作为核燃料，不同型号的Mk 4的当量有1、3.5、8、14、21、22与31千吨级。

## 产量
Mk 4总共生产了550枚。

## 催生型号
Mk 4的成功又催生出Mk 66型核弹，两者大体相似，但是MK 66做了很多改进。
W 4则是Mk 4的派生型，长90英寸，直径60英寸，重6500磅，原计划用于SM 62“蛇鲨”巡航导弹，但是从来没有被制造过，该计划与1951年被取消。